# Список глав государств в 455 году
Список глав государств в 454 году — 455 год — Список глав государств в 456 году — Список глав государств по годам

## Африка
- Королевство вандалов и аланов — Гейзерих, король (428 — 477)

## Америка
- Баакульское царство — Ч'а-«Casper», священный владыка (435 — 487)
- Мутульское царство (Тикаль) — Сиях-Чан-Кавиль II, царь (414 — 458)

## Азия
- Гассаниды:
  - аль-Харит III ибн аль-Айхам, царь (434 — 456)
  - аль-Мундир II ибн аль-Ну'ман, царь (453 — 472)
  - Амр III ибн аль-Ну'ман, царь (453 — 486)
  - Хийр ибн аль-Ну'ман, царь (453 — 465)
- Дханьявади — Тюрия Ната, царь[англ.] (418 — 459)
- Жужаньский каганат — Юйцзюлюй Тухэчжэнь, каган (444 — 464)
- Иберия — Вахтанг I Горгасал, царь (447 — 502)
- Индия:
  - Вакатака:
    - Нарендрасена, махараджа (440 — 460)
    - Девасена, махараджа (450 — 475)

  - Гупта:
    - Кумарагупта I, махараджа (415 — 455)
    - Скандагупта, махараджа (455 — 470)

  - Кадамба:
    - Какуставарма, царь (435 — 455)
    - Сантиварма, царь (455 — 460)

  - Паллавы (Анандадеша) — Симхаварман II, махараджа (436 — 458)
- Кавказская Албания — Ваче II, царь (438 — 461)
- Камарупа — Ганапативарман, царь (446 — 470)
- Кинда — Акиль-аль-Мурар, царь (425 — 458)
- Китай (Период Южных и Северных династий):
  - Лю Сун — Сяо У-ди (Лю Цзюнь), император (453 — 464)
  - Северная Вэй — Вэнь Чэн-ди (Тоба Цзюнь), император (452 — 465)
- Корея (Период Трех государств):
  - Конфедерация Кая — Чильджи, ван (451 — 492)
  - Когурё — Чансухо, тхэван (413 — 490)
  - Пэкче —  Кэро, король (454 — 475)
  - Силла — Нольджи, марипкан (417 — 458)
- Лахмиды (Хира) — аль-Мундир I аль-Ну'ман, царь (418 — 462)
- Паган — Тюе, король[англ.] (439 — 494)
- Персия (Сасаниды) — Йездигерд II, шахиншах (439 — 457)
- Раджарата (Анурадхапура) — Пития, король (450 — 459)
- Тарума:
  - Вишнуварман, царь (434 — 455)
  - Индраварман, царь (455 — 515)
- Тогон — Муюн Шэинь, правитель (452 — 481)
- Тямпа:
  - Фан Янг Маи II, князь (431 — 455)
  - Фан Шенхенг, князь (455 — ок. 472)
- Химьяр — Хасан Йиха'мин, царь (440 — 458)
- Япония — Анко, император (453 — 456)

## Европа
- Англия:
  - Бринейх — Гарбониан ап Коэль, король (420 — 460)
  - Думнония — Эрбин ап Константин, король (443 — 480)
  - Кент — Хенгист, король (455 — 488)
  - Регед — Гургуст ап Кенеу, король (450 — ок. 490)
  - Эбрук — Мор ап Кенеу, король (450 — 470)
- Арморика — Алдриен, король (446 — 464)
- Бургундское королевство — Гундиох, король (436 — 473)
- Вестготское королевство — Теодорих II, король (453 — 466)
- Восточная Римская (Византийская) империя — Маркиан, император (450 — 457)
- Гепиды — Ардарих, король (420 — 460)
- Гунны — Денгизих, царь (454 — 469)
- Западная Римская империя:
  - Валентиниан III, император (425 — 455)
  - Петроний Максим, император (455)
  - Авит, император (455 — 456)
- Ирландия — Лоэгайре, верховный король (428 — 458)
  - Айлех — Эоган Мак Ниалл, король (ок. 440 — 465)
  - Коннахт — Нат И, король (405 — ок. 456)
  - Лейнстер — Энне Хеннселах мак Лабрада, король (ок. 450 — 470)
  - Мунстер — Энгус мак Над Фройх, король (454 — 489)
- Остготы — Валамир, король (440 — 469)
- Папский престол - Лев I, папа римский (440 — 461)
- Салические франки — Меровей, король (447 — 458)
- Свевов королевство (Галисия) — Рехиар, король (448 — 456)
- Тюрингия — Бизин, король (ок. 455 — ок. 507)
- Уэльс:
  - Брихейниог — Брихан из Брекнока, король (ок. 450 — 490)
  - Гвинед — Кунеда ап Эдерн, король (ок. 450 — ок. 460)
  - Гливисинг — Солор ап Мор, король (450 — 470)
  - Дивед:
    - Трифин Бородатый, король (421 — 455)
    - Айргол Длиннорукий, король (455 — 495)

  - Поуис — Каделл Дирнллуг, король (447 — 460)
- Шотландия:
  - Пикты — Дрест I, король (413 — 480)
  - Стратклайд (Альт Клуит) — Кинуит ап Керетик, король (ок. 440 — ок. 470)

## Галерея

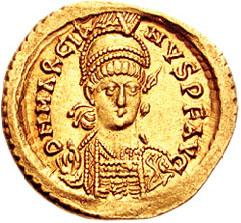
Маркиан 450—457 Император Византии
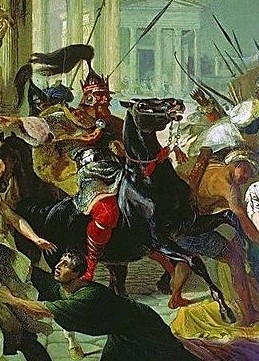
Гейзерих 428—477 Король вандалов
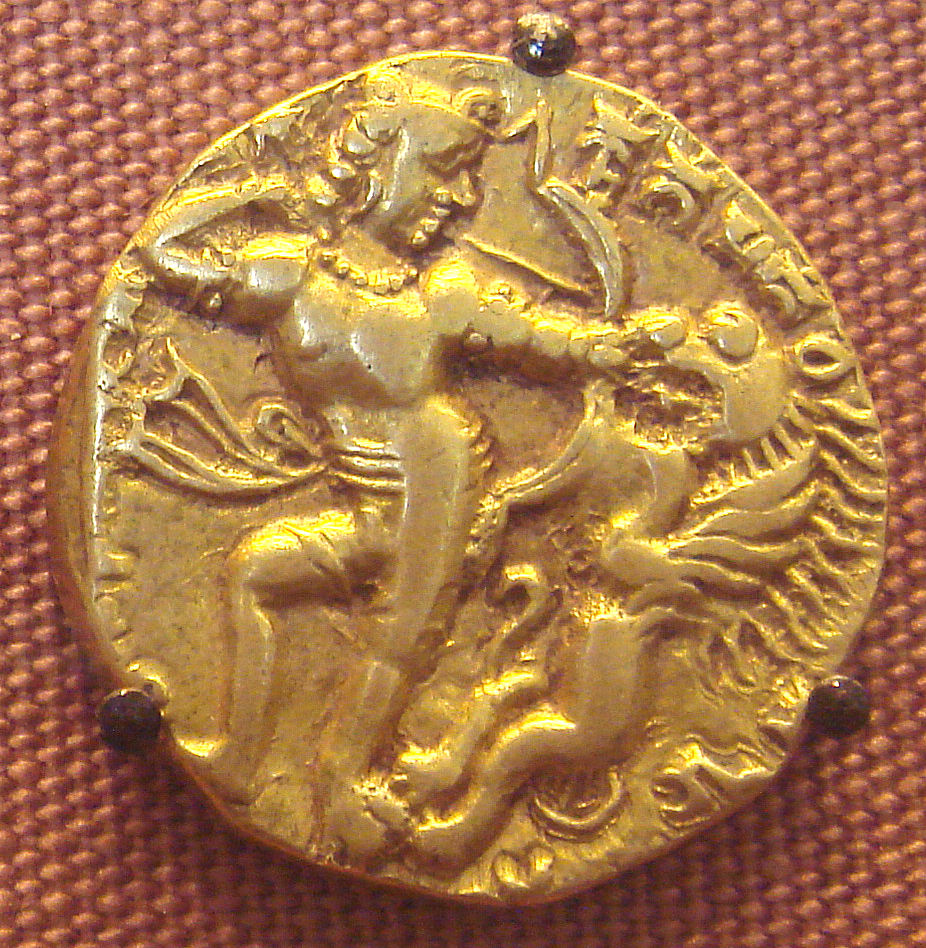
Кумарагупта I 415—455 Махараджа Гупты
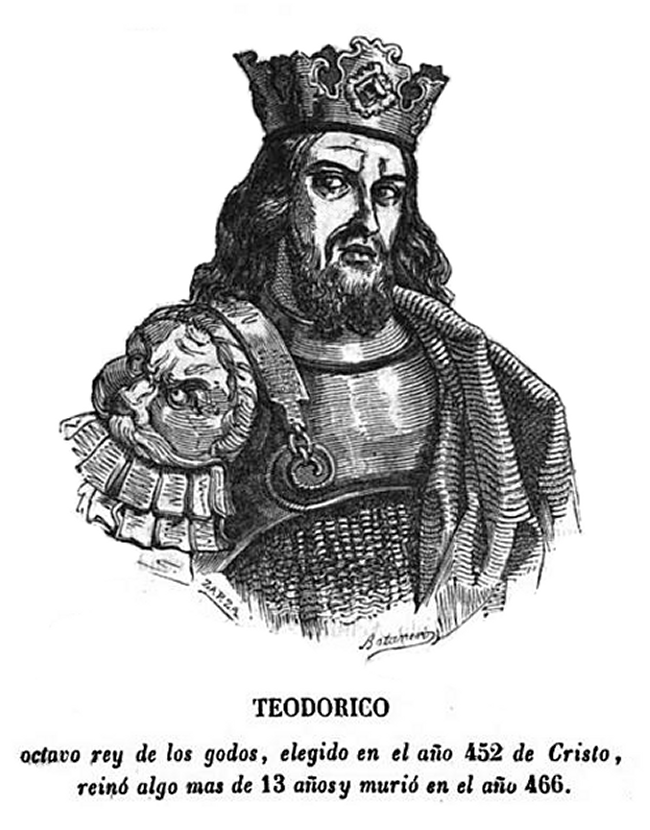
Теодорих II 453—466 Король вестготов
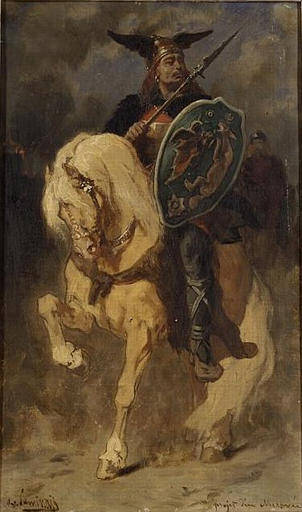
Меровей 447—458 Король салических франков
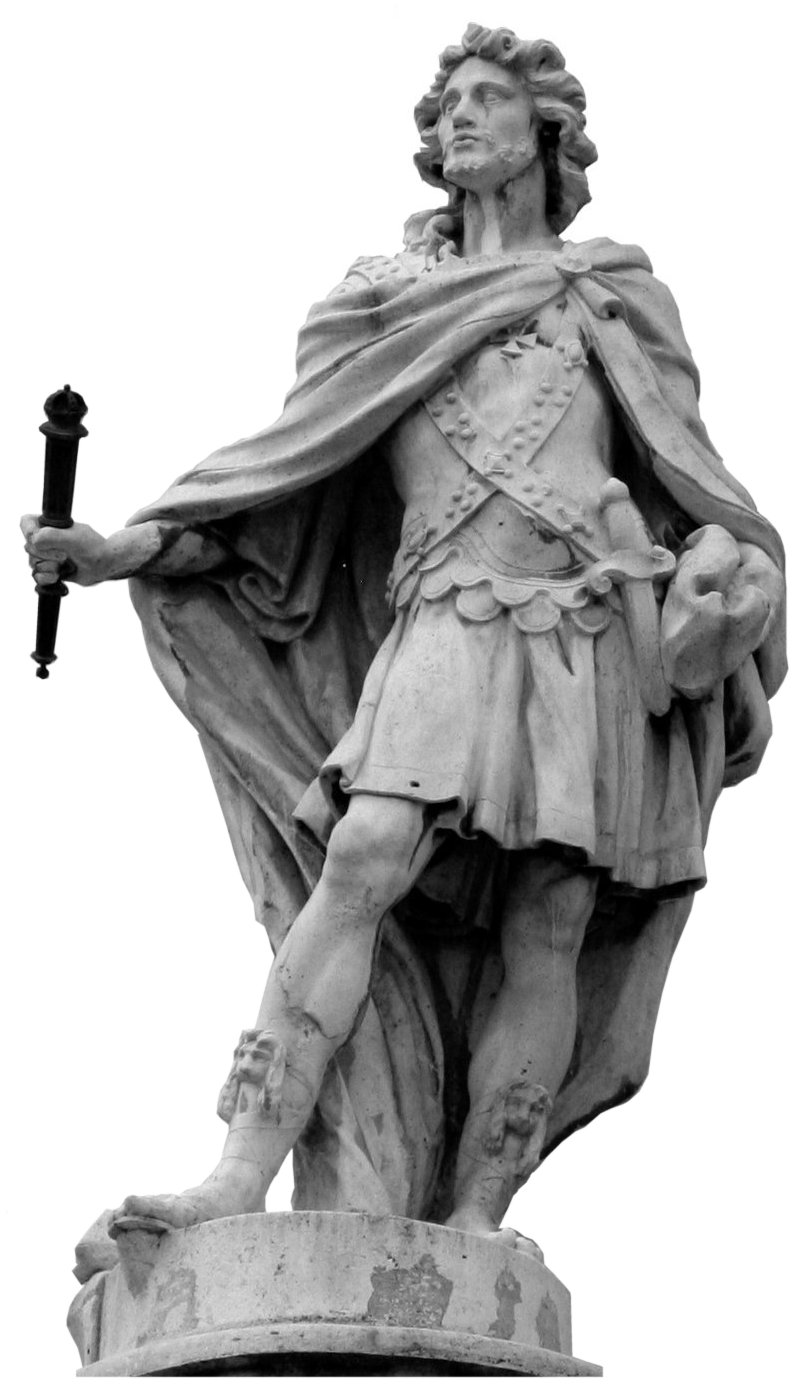
Рехиар 448—456 Король свевов
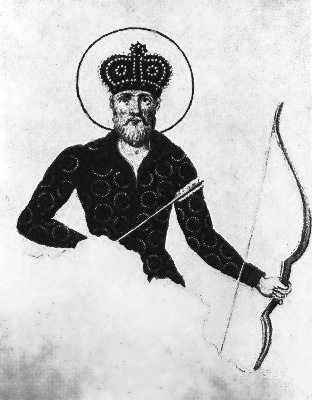
Вахтанг I Горгасал 447—502 Царь Иберии
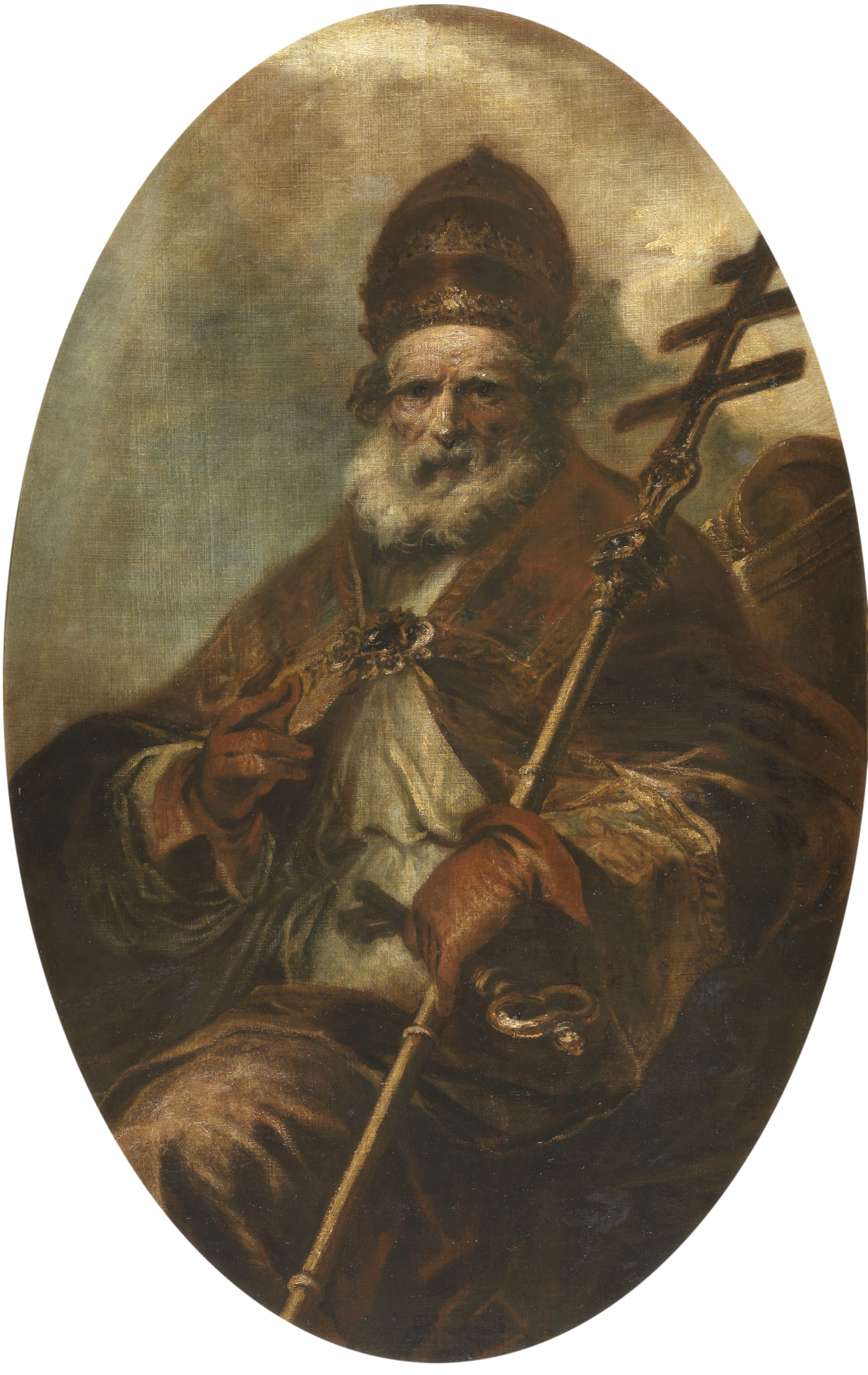
Лев I 440—461 Папа Римский